# Politique dans le canton du Valais
 (février 2023).
Si vous disposez d'ouvrages ou d'articles de référence ou si vous connaissez des sites web de qualité traitant du thème abordé ici, merci de compléter l'article en donnant les références utiles à sa vérifiabilité et en les liant à la section « Notes et références ».
La politique dans le canton du Valais est celle d'un système parlementaire avec des instruments de démocratie directe. Le Conseil d'État, autorité directoriale, exerce le pouvoir exécutif tandis que le Grand Conseil composé de 130 députés et d'autant de députés-suppléants exerce le pouvoir législatif. Le paysage partisan est dominé par le centre-droit et la domination séculaire du parti démocrate-chrétien.

## Généralités
Le fédéralisme suisse donne une très large autonomie aux cantons suisses. Ainsi, chaque canton dispose d'une constitution propre, son parlement, son gouvernement et ses tribunaux. Les droits politiques notamment peuvent varier assez sensiblement d'un canton à l'autre, voire d'une commune à l'autre.
Les cantons disposent de larges prérogatives en ce qui concerne l'éducation et la formation, la santé, l'aide sociale, l'organisation de la justice, la police ou les transports. Les cantons lèvent aussi des impôts et taxes.
Le canton du Valais est régi par la Constitution du 8 mars 1907. Une assemblée constituante a été élue par le peuple valaisan le 25 novembre 2018, afin de rédiger une nouvelle constitution qui doit être proposée à l'approbation du peuple.

## Historique

### XXesiècle
En 1921, le peuple élit pour la première fois directement le Conseil d'État.

### XXIesiècle
En 2015, pour les élections fédérales, le Valais obtient un 8e siège au Conseil national. Sont élus Viola Amherd, Roberto Schmidt et Yannick Buttet (PDC), Philippe Nantermod (PLR), Mathias Reynard (PS), Jean-Luc Addor et Franz Ruppen (UDC). Au Conseil des États, le PLR Pierre-Alain Grichting ne parvient pas à battre le PDC Jean-René Fournier, qui est élu ainsi que son camarade de parti Beat Rieder.
En 2016 ont lieu les élections communales. Les exécutifs communaux et les juges de commune sont élus le 16 octobre, tandis que les législatifs communaux le sont le 13 novembre.
En 2017, les élections du 5 mars pour le Grand Conseil ont lieu pour la première fois avec le système de la biproportionnelle. La législature 2017-2021 commence le 27 mars. Lors des élections au Conseil d'État, l'UDC Oskar Freysinger est éjecté par le PLR Frédéric Favre, qui récupère ainsi le siège perdu par son parti 4 ans plus tôt. Roberto Schmidt est également élu, et il abandonne son siège au parlement suisse à Thomas Egger. En novembre, à la suite d'une affaire de harcèlement sexuel, Yannick Buttet démissionne du National ; il est remplacé par Benjamin Roduit.
En 2018, après l'aboutissement d'une initiative demande la révision totale de la Constitution cantonale par un organe dédié, l'Assemblée constituante valaisanne est élue le 25 novembre. Fin novembre, Viola Amherd est choisie pour remplacer Doris Leuthard au Conseil fédéral. Philipp Matthias Bregy reprend son siège au parlement.
En 2019 ont lieu les élections fédérales. Plus de 40 listes sont déposées pour le Conseil national, soit un nombre record de 236 candidats, en raison de l'arrivée des Verts'libéraux dans le canton, à des listes citoyennes comme le RCV et une présence renforcée des listes jeunes. Des sortants, seule Géraldine Marchand-Balet ne se représente pas. Huit candidats se lancent pour les deux sièges au Conseil des États : Beat Rieder (sortant) et Marianne Maret pour le PDC, Philippe Nantermod pour le PLR, Mathias Reynard et Brigitte Wolf pour la Gauche (PS/Verts), Cyrille Fauchère et Michael Kreuzer pour l'UDC ainsi que Jacqueline Lavanchy pour Graine de futur, une liste non-partisane. Au national, le PDC sort quelque peu affaibli, une partie de son électorat étant parti chez les Verts, auxquels il cède un siège. Mathias Reynard termine meilleur élu, une première pour un candidat non-issu des rangs du PDC. Il est suivi par Philippe Nantermod, Sydney Kamerzin et Benjamin Roduit (à une voix de différence), les haut-valaisans Franz Ruppen et Philipp Matthias Bregy, Jean-Luc Addor et Christophe Clivaz, le premier conseiller national écologiste du canton. Aux États, après un retard trop important sur le 2e, Nantermod ne se lance pas au second tour, qui voit s'affronter la candidate du PDC contre ceux de la gauche/Verts d'une part et de l'UDC d'autre part, Beat Rieder étant sûr d'être réélu. Reynard échoue finalement à 1 370 voix de Marianne Maret, qui devient la première femme valaisanne sénatrice.
En automne 2020 ont lieu les élections communales. Les exécutifs communaux et les juges de commune sont élus le 18 octobre, tandis que les législatifs communaux le sont le 15 novembre.
En mars 2021 ont lieu les élections cantonales.

## Autorités cantonales

### Pouvoir législatif
Le pouvoir législatif est exercé par le Grand Conseil, qui est l'autorité suprême en Valais, sous réserve des droits du peuple des attributions des cantons selon la constitution fédérale. En plus de la législation, le Grand Conseil est chargé d'élire les membres les juges au Tribunal cantonal. Il siège à Sion et occupe, depuis 1944, le bâtiment appelé Le Casino.
Le Grand Conseil un parlement unicamériste, composé de 130 députés et de 130 députés-suppléants élus pour 4 ans à la biproportionnelle. Il doit élire pour un an parmi ses membres un président ainsi qu'un premier et un second vice-présidents. À l'instar du parlement fédéral ou des autres parlements cantonaux, être un parlementaire en Valais n'est pas considéré comme un métier ou une activité professionnelle. Les députés exercent donc leur mandat parallèlement à leur activité professionnelle et ne reçoivent pas un salaire mais une indemnité.
Le Grand Conseil a l'obligation de constituer trois commissions permanentes, dite de "Haute surveillance". Ces commissions sont, la Commission des Finances, la Commission de Justice et la Commission de Gestion. Elle peut également instituer d'autres commissions parlementaires, appelées, commissions thématiques (actuellement au nombre de 10), chacune chargées des sujets liés à un ou plusieurs thèmes. Ces 13 commissions sont composées de 13 membres chacune.
Les groupes parlementaires (formés de représentants d'un ou plusieurs partis politiques, un minimum de cinq élus étant requis pour créer un groupe) y sont représentés de façon proportionnelle aux nombres de sièges qu'ils détiennent. Les commissions sont entre autres chargées du premier examen de chaque projet de loi présenté au Grand Conseil. Contrairement aux séances du parlement, celles des commissions ne sont pas ouvertes au public. En cas d'événements d'une grande portée sur lesquels il est nécessaire de faire la lumière, le Grand Conseil peut constituer une commission d'enquête parlementaire, qui dispose de moyens d'enquêtes étendus au sein des autres organes cantonaux.
Afin d'assurer l'indépendance des membres du Grand Conseil, plusieurs catégories de personnes ne peuvent pas en faire partie, parmi lesquels les membres de la justice cantonale, les membres du gouvernement et les fonctionnaires cantonaux.

### Pouvoir exécutif
Le pouvoir exécutif est exercé par le Conseil d'État, formé de cinq membres, élus pour un mandat de quatre ans, au suffrage universel, par un scrutin majoritaire à deux tours.
Chaque conseiller d'État est responsable de l'un des cinq départements de l'administration cantonale, mais le Conseil lui-même fonctionne selon le principe de la collégialité. Le plus possible, les décisions sont prises par consensus. À défaut, un vote a lieu parmi les 7 conseillers fédéraux, et ceux qui se sont opposés à une mesure finalement adoptée par le collège doivent tout de même la défendre au nom de celui-ci.
Le président du Conseil d’État est élu, au sein du Conseil, par lui même, pour un an. C'est un primus inter pares avec un simple rôle de représentation et dont l'élection se fait traditionnellement par tournus d'ancienneté entre les membres.
Les départements, qui forment l’administration cantonale, sont actuellement les suivants (généralement, après les élections, les conseillers d'état élus se répartissent les services selon leurs affinités, et les départements changent en conséquence) :
- le département des Finances et de l’Énergie (DFE) dont le chef est Roberto Schmidt ;
- le département de la Santé, des Affaires Sociales et de la Culture (DSSC), dont le chef est Mathias Reynard ;
- le département de la Mobilité, du Territoire et de l'Environnement (DMTE), dont le chef est Franz Ruppen ;
- le département de la Sécurité, des Institutions et des Sports (DSIS) dont le chef est Frédéric Favre ;
- le département de l’Économie et de la Formation (DEF) dont le chef est Christophe Darbellay.

La loi ne fixe que deux critères sur la représentativité des membres du Conseil d’État. Chacune des régions constitutionnelle (Haut-Valais, Valais Central et Bas-Valais) a droit à un représentant et il ne peut y avoir qu'un seul conseiller d’État par district. Dans les rangs de la gauche (PS et Verts) et du PLR, cette dernière règle fait souvent l'objet de propositions portant à sa suppression.

### Pouvoir judiciaire
L'autorité judiciaire suprême du Valais est le Tribunal cantonal.

### Pouvoir constituant
La constitution cantonale de 1907, dans ses articles 100 à 107 prévoit les instruments de révision du texte fondamental. La révision totale ou la révision partielle. La révision totale de la constitution est possible lorsque 6'000 citoyens actifs en font la demande, via une initiative populaire. Cette initiative est soumise au vote du peuple, avec une préavis du Grand-Conseil, qui décide si la révision doit avoir lieu ou non. Lors de la même votation, le peuple doit également choisir qui du Grand-Conseil ou d'une assemblée constituante se chargera de la rédaction de la nouvelle constitution cantonale.
Dans le cas d'une révision par le Grand-Conseil, cette révision est discutée en deux sessions ordinaires. Si elle se font par une assemblée constituante, elle est discutée en deux débat, et le délai pour soumettre le projet au peuple est de 4 ans.
Le 4 mars 2018, les électeurs du canton du Valais ont accepté une révision totale de la constitution et ont décidé qu'une assemblée constituante s'en chargerait. À la suite du résultat de cette votation populaire, l'élection de l'assemblée constituante a eu lieu le 25 novembre 2018.

## Autorités communales

### Pouvoir législatif
Chaque commune dotée d'une assemblée primaire, qui est l'assemblée de tous les électeurs d'une commune. Celle-ci est le pouvoir législatif de base.
Les communes dont la population dépasse 700 habitants peuvent instaurer une assemblée législative, appelée Conseil général. Ce législatif est élu au suffrage universel selon le mode de scrutin proportionnel de liste. Le mandat du Conseil général est de 4 ans.
Le nombre de conseillers généraux est déterminé par la population de la commune, selon l'échelle suivante :
- jusqu'à 1'000 habitants : 20 membres
- de 1'001 à 5'000 habitants : 30 membres
- de 5'001 à 10'000 habitants : 45 membres
- dès 10'001 habitants : 60 membres

Toutefois, le règlement communal d'organisation, soumis à l'approbation de l'assemblée primaire, peut fixer librement le nombre de membres entre 20 et 80.
Le pouvoir législatif communal a notamment les compétences d'adopter et de modifier les règlements municipaux, d'adopter le budget et les comptes, de s'exprimer sur certaines dépenses, ainsi que d'autres compétences listée dans la loi sur les communes.
Dans le cas où une commune élit un législatif communal, l'assemblée primaire est toujours convoquée pour les élections des pouvoirs exécutifs et législatifs, ainsi que pour les votations populaires qui pourraient avoir lieu concernant les objets soumis par le Conseil général.

### Pouvoir exécutif
À l'instar des cantons et de la confédération, chaque commune est dotée d'un exécutif, appelé conseil municipal ou conseil communal selon la taille de la commune.
Celui-ci peut être composé de 3 à 15 membres, dont le nombre doit toujours être impaire. L'élections de l'exécutif communal se déroule au suffrage universel, soit au scrutin majoritaire (dans certaines petites communes) soit au scrutin proportionnel (dans la majorité des communes du canton). Le mandat de l'exécutif communal est de 4 ans.

### Pouvoir judiciaire
Chaque commune est dotée d'un juge et d'un vice-juge de commune, élus au suffrage universel selon le mode de scrutin majoritaire. Leur mandat est de 4 ans.
Les autorités judiciaires communales sont chargées de la justice de paix.

## Partis politiques
À l'instar de la politique fédérale, le paysage politique valaisan se compose de différentes formations politiques. On y retrouve les sections cantonales des grands partis fédéraux, ainsi qu'au grès du temps des sections d'autres partis plus petit.
Historiquement la politique valaisanne est une histoire de "famille" politique. Les deux plus anciennes familles sont incontestablement la famille conservatrice et la famille radicale, suivie ensuite par la famille socialiste. Plus tard, à la fin du XXe siècle, naîtrons d'autres partis politique dont l'existence n'est pas liée à l'appartenance "familiale", mais bien plus réellement à l'appartenance partisane.

### La famille C
Historiquement appelée famille conservatrice, elle est la force politique prépondérante en Valais depuis la fin de l'agitation à la suite de la Guerre du Sonderbund et de la « reconquête » du pouvoir sur les radicaux. Comme son parti au niveau fédéral, son nom a changé au fil des années pour devenir en 1970 le Parti démocrate-chrétien.
Au niveau valaisan on peut distinguer deux composantes, indépendantes les unes des autres :
- Le Parti démocrate-chrétien, lui même séparé en deux entités indépendantes, dont les membres sont appelés les « noirs » (terme qui stricto sensu ne désigne que le CVPO, mais par analogie tend à couvrir l'ensemble du canton)
  - Le Parti démocrate-chrétien du Valais romand (PDCVr)
  - Le Parti démocrate-chrétien du Haut-Valais (CVPO)
- Le Parti chrétien-social haut-valaisan (CSPO), dont les membres sont appelés les « jaunes »[11].

### La famille libérale-radicale
Ci-dessus appelée famille radicale, elle est la force politique d'opposition aux conservateurs dont l'apogée est atteinte avec la fondation de l'état fédéral en 1848 et la prise de pouvoir des radicaux dans tous les cantons vaincu du Sonderbund. Avec le retour de la majorité conservatrice dans les années 1850, les radicaux, bien que conservant une représentation au Gouvernement cantonal, sont renvoyés au statut de parti d'opposition.
Jusqu'en 2008, c'est le Parti radical-démocratique (PRD) qui représentait cette famille politique.
Dans le courant des années 1960 se créent des mouvements indépendants dont les noms sont "Mouvement social indépendant", "Mouvement démocratique de Sion", "Mouvement démocratique d'Hérens", etc., dont les représentants élus au niveau cantonal siègent ensemble. À la fin des années 1980, ces différents mouvements se rassemblent pour créer la section valaisanne du Parti Libéral (PL). Cette tentative est, dans ses débuts, couronnée de succès, mais au fil des années les représentants du Parti Libéral peinent à être élu au sein du Grand-Conseil.
En 2008, suivant le rapprochement des deux partis au niveau fédéral, le PRD et le PL fusionnent pour former le Parti libéral-radical (PLR).

### La famille socialiste
- Le Parti socialiste valaisan est fondé en 1919 par Karl Dellberg, unis jusqu'aux années 1980 et la scission entre les camarades du Haut-Valais et ceux du Valais romand. Aujourd'hui, les deux sections sont indépendantes l'une de l'autre et sont les deux affiliées au Parti socialiste suisse.
  - Le Parti Socialiste du Valais romand (PSVR)
  - Le Parti Socialiste du Haut-Valais (SPO)

Au début des années 2000, avec l'émergence de nouveaux parti sur la gauche de l'échiquier, le Parti socialiste et les Verts, puis le Parti Chrétien social vont se présenter sur les mêmes listes électorales pour le Grand-Conseil et dans les villes. Celles-ci seront dénommée "Alliance de Gauche" (AdG). Jusqu'en 2013, les Verts en faisaient partie, puis ceux-ci ont présentés des listes indépendantes aux élections suivantes.

### Les Verts
- Les Verts siégeaient, de leur fondation jusqu'en 2013, au sein de l'Alliance de gauche (AdG), avec les Socialistes et les PCS. Depuis 2017, en présentant des listes "Verts" et l'obtention de 8 députés, ils forment un groupe parlementaire indépendant. Cette situation ne concerne que les Verts du Valais romand, les haut-valaisans poursuivant la logique d'alliance avec les socialistes.

### Le CG-PCS
- Le Centre Gauche-PCS, à sa création appelé Parti Chrétien Social (PaCS), est présent uniquement dans le Valais romand. Historiquement créé pour être le pendant des jaunes du haut et en tant que "section" du PDC. Ils évolueront, comme au niveau fédéral, vers des positions plus proche du Parti socialiste et des Verts jusqu'à siéger avec eux au sein de l'Alliance de Gauche depuis 2009.

### L'UDC
- L'Union démocratique du centre (UDC) est présente dans les deux régions linguistiques et son existence en Valais est très récente en comparaison de son implantation au niveau fédéral, puisque le parti est fondé à la fin des années 1990.
  - L'Union démocratique du centre du Valais romand (UDCVr)
  - L'Union démocratique du centre du Haut-Valais (SVPO)

### Autres partis
- Entremont Autrement (EA), classé à gauche[12], uniquement actif dans le district d'Entremont, avec des élus communaux et un élu cantonal, siégeant avec l'Alliance de Gauche (AdG).
- Le Rassemblement citoyen Valais (RCV), qui ne dispose d'aucun élu, ni au niveau communal, ni au niveau cantonal.
- Le Parti suisse du travail, appelé Parti ouvrier populaire. Longtemps existant sous le nom de parti ouvrier et paysans avant de disparaître à la fin des années 1980. Il renaît en 2019 sous le nom de Parti ouvrier populaire. Sur le plan électoral, sa participation aux élections communales et cantonale se fait sur les listes du Parti socialiste.
- les Vert'libéraux sont présents dans le paysage politique depuis les élections fédérales de 2019, où ils s'apparent avec le PLR[13]. Ils ont un élu au niveau cantonal, rattaché au groupe PLR.
- Il existe aussi plusieurs partis communaux, notamment via des listes non-partisanes ou d'entente.

## Représentants au niveau fédéral

### Au Conseil fédéral
Depuis la fondation de l'état fédéral en 1848, le Valais a fourni quatre conseiller fédéraux à la Suisse :
| N°  | Nom              | Date de naissance | Parti | Canton | Lieu d'origine                 | Date d'élection | En fonction jusqu'au | Date de décès |
| --- | ---------------- | ----------------- | ----- | ------ | ------------------------------ | --------------- | -------------------- | ------------- |
| 118 | Viola Amherd     | 07.06.1962        | PDC   | VS     | Brigue-Glis                    | 05.12.2018      |                      |               |
| 102 | Pascal Couchepin | 05.04.1942        | PRD   | VS     | Martigny                       | 11.03.1998      | 31.10.2009           |               |
| 78  | Roger Bonvin     | 12.09.1907        | PDC   | VS     | Icogne-Lens,Chermignon, Nendaz | 27.09.1962      | 31.12.1973           | 05.06.1982    |
| 65  | Josef Escher     | 17.09.1885        | PDC   | VS     | Simplon-Village                | 14.09.1950      | 09.12.1954           | 09.12.1954    |

On peut également y inclure Micheline Calmy-Rey qui est originaire et née à Chermignon, même si elle a exercé sa carrière politique dans le canton de Genève.
| N°  | Nom                 | Date de naissance | Parti | Canton | Lieu d'origine | Date d'élection | En fonction jusqu'au | Date de décès |
| --- | ------------------- | ----------------- | ----- | ------ | -------------- | --------------- | -------------------- | ------------- |
| 106 | Micheline Calmy-Rey | 08.07.1945        | PSS   | GE     | Chermignon     | 04.12.2002      | 31.12.2011           |               |

### À l'Assemblée fédérale

#### Conseil national
Le canton du Valais, comme chaque canton, forme une circonscription électorale unique pour l'élection des conseillers nationaux. Les 200 sièges du Conseil national sont répartis entre les cantons en fonction de la population résidente. L'élection a lieu au suffrage universel selon le mode de scrutin proportionnel de liste.
L'évolution de la population depuis l'instauration de l'état fédéral a entraîné l'évolution du nombre de sièges dévolus au canton du Valais.
- 1848 - 1860 : 4 conseillers nationaux
- 1863 - 1899 : 5 conseillers nationaux
- 1902 - 1939 : 6 conseillers nationaux
- 1943 - 2011 : 7 conseillers nationaux
- Depuis 2015 : 8 conseillers nationaux

Pour la législature 2023-2027, les conseillers nationaux sont les suivants :
- 3 sièges pour le PDC : Benjamin Roduit, Philipp Matthias Bregy et Sidney Kamerzin
- 2 sièges pour l'UDC : Jean-Luc Addor et Michael Graber
- 1 siège pour le PS : Emmanuel Amoos
- 1 siège pour le PLR : Philippe Nantermod
- 1 siège pour les Verts : Christophe Clivaz

#### Conseil des États
L'élection au Conseil des États et les règles de désignations sont du ressort des cantons. En Valais, depuis 1921, l'élection des conseillers aux États se déroule au suffrage universel selon le mode de scrutin majoritaire, auparavant elle était le fait du Grand Conseil. La durée du mandat et l'élection des conseillers aux États et similaire aux conseillers nationaux.
Au Conseil des États, le Valais a quasiment toujours été représenté par deux élus PDC depuis l'instauration de l'état fédéral en 1848. Le dernier élu non issu des rangs conservateur/PDC, un libéral, a exercé son mandat de 1871 à 1873. Le Valais est ainsi le seul canton à envoyer sans discontinuer, deux élus du même parti depuis plus de 150 ans.
Pour la législature 2023 - 2027, les conseillers aux États sont les suivants :
- 2 sièges pour le PDC : Beat Rieder et Marianne Maret